# SAFE Network
Het SAFE Network is een autonoom peer-to-peer netwerk ontwikkeld door MaidSafe, een softwarebedrijf gestationeerd in Schotland. Het is ontworpen door David Irvine en is een opensourceproject. SAFE in SAFE Network staat voor Secure Access for Everyone en de software is momenteel  in de alpha-testfase.

## Beschrijving
Het SAFE Network gebruikt een consensusalgoritme genaamd PARSEC. De software was eerst ontworpen in 2006 als een versleuteld netwerk dat de vier bovenste OSI-lagen van het huidige internet vervangt: de toepassings-, presentatie-, sessie- en transportlagen. Het is zelfversleuteld, wat wil zeggen dat de data op het netwerk opgedeeld wordt in 'chunks' met elke chunk versleuteld met een sleutel afgeleid van de andere chunks; en een aangepaste Kademlia distributed hash table welke gebruikmaakt van xor om te garanderen dat de data willekeurig gedistribueerd wordt en een unieke locatie heeft op het netwerk; en welke ook een public key infrastructure gebruikt voor de veiligheid.
Het SAFE Network bevindt zich momenteel  in de publieke alpha-testfase. Wanneer het netwerk live gaat, zal het een interne valuta hebben genaamd Safecoin. Safecoin zal uitwisselbaar zijn met ander fiduciair geld en cryptogeld.
Het gedecentraliseerde netwerk is zo gebouwd dat de veiligheid is gewaarborgd door het opsplitsen van de data in versleutelde chunks en deze te verspreiden over het netwerk op willekeurige locaties, waarbij ten minste vier kopieën van iedere chunk worden beheerd om het verlies van data te voorkomen.